# Апел на Серския окръжен революционен комитет към македоно-одринските революционери за обявената независимост на България
„Апелът на Серския окръжен революционен комитет към македоно-одринските революционери за обявената независимост на България“ (изписване до 1945 година: Апелъ на Сѣрския окрѫженъ революционенъ комитетъ къмъ македоно-одринскитѣ революционери за обявената независимость на България) е политически позив, издаден на 15 октомври 1908 година от дейци на Сярската група във Вътрешната македоно-одринска революционна организация, с който те се обявяват против обявената независимост на България.

## История
След разцеплението на ВМОРО и Кюстендилския конгрес на десницата през ранната 1908 година, през май същата година се провежда Банският конгрес на левицата на ВМОРО, на който в основния доклад на Павел Делирадев се прокарва идеята за Балканска федерация. По-късно Сярската група около Яне Сандански и Христо Чернопеев влиза в контакт с Младотурския комитет и след Младотурската революция минава в легалност и застава на отомански позиции. На 18 юли Яне Сандански чете „Манифест към всички народности в империята“, написан от Делирадев. На 17 август 1908 година започва списването на вестник „Конституционна заря“ с главен редактор Димо Хаджидимов. Обявената на 22 септември 1908 година е посрещната отрицателно от Сярската група и като резултат на 15 октомври 1908 година във вестника ѝ „Конституционна заря“ е публикуван „Апелът към македоно-одринските революционери“.